# Pulau Sudong
Pulau Sudong (en chinois : 苏东岛 ; en malais : சுடோங் தீவு), est une île située dans le sud-ouest de l'île principale de Singapour.

## Géographie
Elle s'étend sur environ 2,9 km de longueur pour une largeur approximative de 1,3 km.

## Histoire
Elle fait partie comme Pulau Senang et Pulau Pawai des terrains d'entrainement des Forces armées de Singapour. Comme pour toutes les autres installations militaires à Singapour, toute la zone de tir direct est strictement interdite aux civils à toute heure du jour et de la nuit. Les seules exceptions sont les travailleurs sous contrat avec le ministère de la Défense pour l'entretien des installations.
L'île comporte une piste atterrissage et un quai d’amarrage.